# Autoroute AP-1 (Espagne)

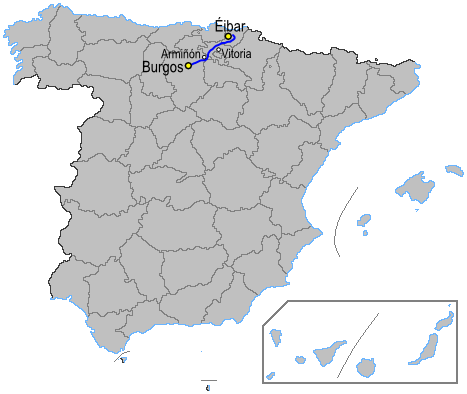
Localisation de l'AP-1 sur le territoire espagnol

Pour les articles homonymes, voir Autoroute du Nord.
L'autoroute AP-1 E-05 E-80 ou autoroute du Nord (Autopista del Norte) est une autoroute espagnole reliant Burgos à Eibar. Il s'agit d'un axe européen majeur permettant de relier le Maroc et le Portugal à la France.
Elle prolonge l'A-1 de Madrid à Burgos, et se poursuit alors jusqu'à Armiñón où elle croise l'AP-68. Par la suite, cet axe emprunte l'AP-8, dite « autoroute de Cantabrie », permettant de rejoindre la frontière française via Vitoria-Gasteiz et Saint-Sébastien.
Une section payante ouverte en totalité depuis 2009 entre Vitoria-Gasteiz et Eibar permet la continuité autoroutière et de soulager le trafic de l'A-1 /N-I. Elle est concédée aux sociétés Bidelan et Arabat, dont le capital est détenu à parts égales entre la Députation forale d'Alava et le groupe ACS.
L'autoroute AP-1 est donc divisée en deux sections allant de Burgos à Armiñón pour la première (Voir le tracé sur GoogleMaps) et de Vitoria-Gasteiz à Eibar pour la seconde où elle se connecte à l'AP-8 (Voir le tracé sur GoogleMaps).

## Historique
La concession de l'autoroute est attribuée en 1974 pour vingt ans à la société de gestion d'infrastructures Europistas. Le projet initial prévoit la réalisation d'un axe autoroutier entre Burgos et Eibar, mais la société concessionnaire ne construit que le tronçon de Burgos à Armiñón, mis en service en 1984. La durée de la concession est régulièrement prolongée, la dernière fois en 2005 jusqu'au 30 novembre 2018. Le lendemain, la section entre Burgos et Armiñón devient libre de péage et est intégrée à l'A-1.
Dans les années 1990, les conseils provinciaux de Guipuscoa et d'Alava décident de réaliser la section traversant le Pays basque entre Vitoria-Gasteiz et Eibar, dont l'ouverture à la circulation s'étend de 2003 à 2009.
| Section                    | Longueur | Date de mise en service |
| -------------------------- | -------- | ----------------------- |
| Burgos - Armiñón (A-1)     | 83 km    | 1984                    |
| Vitoria-Gasteiz - Luko     | 6,2 km   | 3 juin 2008             |
| Luko - Eskoriatza          | 18,8 km  | 6 avril 2009            |
| Eskoriatza - Mondragón     | 6,4 km   | 22 mai 2009             |
| Mondragón - Bergara-Sud    | 3 km     | juillet 2005            |
| Bergara-Sud - Bergara-Nord | 5 km     | juillet 2004            |
| Bergara-Nord - AP-8        | 8 km     | 2003                    |

## Capacité
| Section                 | Capacité | Longueur |
| ----------------------- | -------- | -------- |
| Burgos - Ameyugo        |          | 62 km    |
| Ameyugo - Armiñón (A-1) |          | 21 km    |
| Vitoria-Gasteiz - AP-8  |          | 46 km    |

## Trafic
En 1990, selon le ministère de l'Équipement, l'AP-1 a enregistré un trafic moyen quotidien (IMD) de 8 294 véhicules par jour, alors qu'en 2007 le trafic est passé à 23 937 véhicules par jour pour une légère baisse en 2009 pour atteindre 21 553 véhicules par jour. Le mois le plus chargé de l'année est le mois d'août avec un trafic de 39 084 véhicules par jour en août 2009. Le mois au plus faible trafic est le mois de janvier avec 15 836 véhicules par jour.
C'est un axe majeur de communication entre l'Europe du Nord et du Sud, ce qui explique le pourcentage élevé de poids lourds.

### De Burgos à Armiñón
| Date      | Trafic (en véhicules par jour) en 2009 | Trafic (en véhicules par jour) en 2010 | Evolution |
| --------- | -------------------------------------- | -------------------------------------- | --------- |
| Janvier   | 15 903                                 | 15 836                                 | -0,4 %    |
| Février   | 15 829                                 | 16 178                                 | +2,2 %    |
| Mars      | 17 168                                 | 19 281                                 | +12,3 %   |
| Avril     | 23 748                                 | 22 662                                 | -4,6 %    |
| Mai       | 19 038                                 | 19 242                                 | +1,1 %    |
| Juin      | 19 762                                 | 19 881                                 | +0,6 %    |
| Juillet   | 29 636                                 | 29 875                                 | +0,8 %    |
| Août      | 39 084                                 | 37 801                                 | -3,3 %    |
| Septembre | 21 032                                 | 20 696                                 | -1,6 %    |
| Octobre   | 20 075                                 | -                                      | -         |
| Novembre  | 17 365                                 | -                                      | -         |
| Décembre  | 19 299                                 | -                                      | -         |

### De Vitoria-Gasteiz à Eibar
| Section                      | Trafic (en véhicules par jour) en 2010 |
| ---------------------------- | -------------------------------------- |
| Vitoria-Gasteiz - Eskoriatza | 8 855                                  |
| Eskoriatza - Mondragón       | 10 020                                 |
| Mondragón - Bergara          | 12 512                                 |
| Bergara - Eibar              | 15 000                                 |

## Sortie

### DeBurgosàArmiñón
- 242 (sortie de l'A-1)/1  Échangeur entre A-1/AP-1 (Madrid, Valladolid, Portugal) et A-1/BU-30 (Logroño par RN, Santander); début de l'AP-1
- Péage de Burgos (à système fermé)
- 2 (km 7) : Rubena, Villafría de Burgos ( N-I A-1)
- Aire de service de Quintanapalla (dans les deux sens) (km 12)
- Aire de repos Monasterio de Rodilla (dans les deux sens) (km 23)
- Aire de service Briviesca (dans les deux sens) (km 34)
- 3 (km 37) : Briviesca ( CL-632 )
- Aire de repos Grisaleña (dans les deux sens) (km 44)
- Aire de repos Santa María Rivarredonda (dans les deux sens) (km 53 et 54)
- 4 (km 58) : Pancorbo ( N-232 )
- Tunnels de Pancorbo
- Aire de service Pancorbo (dans les deux sens) (km 64)
- 4A (km 66, de et vers Vitoria) : Ameyugo ( N-I ) + passage en 2x3 voies
- Pont sur l'Ebre
- 5 (km 74) : Miranda de Ebro ( BU-535 ) - Puentelarrá ( A-2122 )
- Aire de repos Miranda del Ebro (dans les deux sens) (km 75)
- Passage de la Castille-et-León au Pays Basque
- 6 (km 78)  Échangeur autoroutier entre AP-1 et AP-68 : Bilbao - Saragosse - Logroño
- Péage d'Armiñon (à système fermé); fin de l'AP-1; l'autoroute va rejoindre le tronçon suivant de l'A-1 (km 82)
- 328 (sortie de l'A-1)  Échangeur autoroutier entre A-1 et AP-1 : Armiñón - Estavillo - Vitoria-Gasteiz, Bordeaux (A-1)

### DeVitoria-GasteizàEibar
- Aéroport de Vitoria-Gasteiz, début de la  N-624
- Carrefour giratoire entre  N-624  et  A-3606  (Foronda)
- 101  Échangeur autoroutier entre  N-624 /AP-1 et  N-622  : Vitoria-Gasteiz, Bilbao ( N-622 ) - Burgos, Madrid (A-1); la  N-624  devient l'AP-1
- 101/102 : Etxabarri-Ibiña
- Péage de Echávarri (à système fermé)
- 107 : Legutiano, Vitoria-Gasteiz, Bilbao ( N-240 )
- Tunnels de Luko (620m), Arlaban (3415m) et Zarimutz (500m)
- Aire de service Eskoriatza (sens Eibar-Vitoria)
- 123 : Aretxabaleta - Eskoriatza
- Tunnels d'Apotzaga (330m), Izurieta (280m) et Gurutzetxiki (710m)
- Aire de service Arrasate-Mondragón (sens Vitoria-Eibar)
- 130 : Mondragón, Oñati (  GI-627 ) - Durango (  GI-632 )
- Tunnels d'Ikastaundi (1200m) et Arristi (300m)
- 133 : Bergara - Zumarraga (  GI-632 )
- Tunnels de San Martzial  (1515m/1490m)
- 138 (de et vers Eibar) : Bergara (  GI-627 ) - Elgeta (  GI-2632 )
- Tunnels de Lezarri (1240m), Gallastegi (2370m) et Eitza (740m)
- 145  Échangeur autoroutier entre AP-8 et AP-1 : Eibar, Bilbao ou Saint-Sébastien; l'AP-1 continue sur l'AP-8 en direction de Saint-Sébastien et de la France

## Tarifs de péage
| Section                           | Tarif pour un véhicule léger (2011) |
| --------------------------------- | ----------------------------------- |
| Burgos - Armiñón                  | Gratuit depuis décembre 2018        |
| Vitoria-Gasteiz - Eibar           | 6,09 €                              |
| Vitoria-Gasteiz - Saint-Sebastien | 10,34 €                             |
| Burgos - Eibar                    | 16,19 €                             |
| Burgos - Saint-Sebastien          | 20,44 €                             |
| Burgos - France                   | 22,39 €                             |